# Miles M.35 Libellula
Miles M.35 hay Miles Libellula (Libellulidae là tên phân loại cho một họ chuồn chuồn) là một loại máy bay nghiên cứu kiểu cánh trước sau, do Miles Aircraft chế tạo.

## Tính năng kỹ chiến thuậht (Miles M.35 Libellula)
Dữ liệu lấy từ Miles Aircraft since 1925 The Hamlyn Concise Guide to British Aircraft of World War II
Đặc tính tổng quát
- Kíp lái: 1
- Chiều dài: 20 ft 4 in (6,20 m)
- Sải cánh: 20 ft 5 in (6,22 m) cánh sau

  - 20 ft (6,096 m) cánh trước
- Chiều cao: 6 ft 9 in (2,06 m)
- Diện tích cánh: 84 foot vuông (7,8 m2) cánh sau

  - 50 ft² (8,36 m²) cánh trước
- Tỉ số mặt cắt: 

  - Cánh trước 8
  - Cánh sau 5
- Kết cấu dạng cánh:
- Trọng lượng rỗng: 1.456 lb (660 kg)
- Trọng lượng có tải: 1.850 lb (839 kg)
- Động cơ: 1 × de Havilland Gipsy Major , 130 hp (97 kW)

Hiệu suất bay
- Tải trên cánh: 13,7 lb/foot vuông (67 kg/m2)
- Công suất/khối lượng: 0,07 hp/lb (0,11 kW/kg)